# Хэммонд, Джош (актёр)
Джош Хэммонд (англ. Josh Hammond; род. 7 сентября 1979, Бойсе, Айдахо, США) — американский актёр, наиболее известный своими ролями в молодёжных фильмах ужасов «Братство вампиров» (2001), «Чёрный кадиллак»  (2003) и «Джиперс Криперс 2» (2003).

## Карьера
В 2001 году Хэммонд сыграл роль Дэна, приятеля и соседа по комнате главного героя, в гомоэротическом триллере Дэвида Де Кото  «Братство вампиров».
В 2003 году снялся в одной из главных ролей в фильме «Чёрный кадиллак». Именно действия его персонажа, самоуверенного остряка Си-Джея, приводят в действие основной сюжет .

## Личная жизнь
21 мая 2002 года он женился на Валери Хэммонд, которая родила ему одного ребёнка — дочь Мию (родилась в 2002 году). После развода с ней 11 апреля 2009 года он женился на актрисе Кристине Пейдж.

## Фильмография
| Год       |    | Русское название                      | Оригинальное название           | Роль               |
| --------- | -- | ------------------------------------- | ------------------------------- | ------------------ |
| 1999      | тф | Арсенал пришельцев                    | Alien Arsenal                   | Ральф              |
| 1999—2000 | с  | 100 подвигов Эдди Макдауда            | 100 Deeds for Eddie McDowd      | Флако              |
| 2001      | ф  | Братство вампиров                     | The Brotherhood                 | Дэн Майерс         |
| 2001      | с  | ФАКультет                             | Undressed                       | Мэтт               |
| 2002      | ф  | Жаркий день                           | Scorcher                        | Мэтт               |
| 2002      | ф  | Ходячие трупы                         | Dead Above Ground               | Джефф Лукас        |
| 2003      | с  | За что тебя люблю                     | What I Like About You           | парень из колледжа |
| 2003      | с  | Бухта Доусона                         | Dawson's Creek                  | Маллет             |
| 2003      | ф  | Чёрный кадиллак                       | Black Cadillac                  | Си-Джей Лонгхаммер |
| 2003      | ф  | Джиперс Криперс 2                     | Jeepers Creepers 2              | Джейк Спенсер      |
| 2003      | ф  | Патруль времени 2: Берлинское решение | Timecop 2: The Berlin Decision  | Майкл Трэвис       |
| 2004      | с  | C.S.I.: Место преступления Нью-Йорк   | CSI: NY                         | Кэлвин Монтгомери  |
| 2004      | с  | Лас-Вегас                             | Las Vegas                       | Рефусс             |
| 2006      | с  | Клиника                               | Scrubs                          | «Бритва»           |
| 2006      | с  | Малкольм в центре внимания            | Malcolm in the Middle           | Трэвис             |
| 2006      | ф  | Путешественник                        | The Tripper                     | Тайлер             |
| 2007      | ф  | Убить за 75 секунд                    | Dead Tone                       | Чак Ньютон         |
| 2013      | ф  | Кинотеатр Пени Ужасной                | The Penny Dreadful Picture Show | Рон                |
| 2014      | ф  | Акулы-пираньи                         | Piranha Sharks                  | Бенни              |